# Dorcus sewertzowi
Dorcus sewertzowi — жук семейства рогачей. Видовое название дано в честь Алексея Николаевича Северцова (1866—1936) — русского биолога.

## Описание
Длина тела 16—33 мм. Глаза почти полностью разделены щечными выступами. Булава усиков 4-члениковая. Передние голени сверху с продольными килями или бороздками. Верхние челюсти самцов лишь незначительно длиннее, чем у самки. Окраска тела однотонная, чёрная.

## Ареал
Известен из Западных Гималаев. На северо-запад проникает до юга Таджикистана (хребты Вахшский, Хазратишох, Дарвазский). В Средней Азии относительно редок.

## Биология
Встречается повсеместно в лесной зоне. Обитает в смешанных и широколиственных лесах. Время лёта — IV—X месяцы. Жуки встречаются на коре деревьях, в трухлявых пнях и дуплах. Личинки развиваются в мертвой и гниющей древесине.